# Witte Wieven

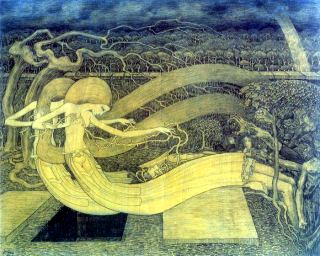
Ilustración: O Grave, Where Is Thy Victory por Jan Toorop (1892)".

Las witte wieven (también conocidas como wittewijven), en las leyendas y mitología neerlandesa, son espíritus de "mujeres sabias" (o incluso elfos). La mitología se remonta por lo menos a la era pre-cristiana (siglo VII) y era conocida en las regiones actuales de los Países Bajos, Bélgica y partes de Francia. En algunos lugares, son conocidas como juffers o joffers ("señoras") o como dames blanches ("damas blancas", en francés).

## Legado
Los siguientes lugares tienen nombres que hacen referencia a las witte wieven y relatan leyendas sobre ellas:
- Cerca de la aldea de Eefde, en la provincia de Güeldres, en los Países Bajos, se encuentra Wittewievenbult, traducido como "colina de las mujeres sabias". La leyenda local sostiene que mujeres blancas aparecen cada año en la víspera de Navidad y bailan en esta colina.[1]
- Cerca del poblado de Barchem, en la provincia de Güeldres, en los Países Bajos, se ubica Wittewijvenkuil, traducido como "fosa de mujer sabia" es una fosa entre dos colinas locales. La leyenda local afirma que tres mujeres blancas vivían allí.[2]